# Risk (ekonomi)
För andra betydelser, se Risk (olika betydelser).
Risk är sannolikheten för ett oväntat utfall. Inom ekonomisk teori (Företagsekonomi, Makroekonomi och Finansiell ekonomi) är parametern för det oväntade det ekonomiska resultatet, dvs vinst eller förlust. Riskens storlek beräknas som det inbördes förhållandet mellan företaget/tillgången för vilket risken skall bestämmas, samt något index eller normalnivå för motsvarande företag. Riskens värde benämns som BETA och är en viktig komponent i den vanligast förekommande värderingsmetodiken, CAPM.
Risktagande av enskilda aktörer i samhällsekonomin är en grundläggande komponent i skapandet av välstånd, samtidigt som överdrivet risktagande i ett samhälle kan riskera samhällets välstånd.

## Riskhantering
Nästan all ekonomisk verksamhet – och för den delen även annan verksamhet – innefattar ett visst mått av risktagande; investeringar, produktutveckling och marknadsföringssatsningar kan lyckas men kan också gå fel och resultera i förluster. Riskhantering är en tjänst som banker i olika former tillhandahåller övriga delar av ekonomin. Internt för bankerna är en effektiv riskhantering även den kanske viktigaste konkurrensfördelen.

### Diversifiering
Bankutlåning kan ses som en form av riskhantering - i stället för att en enskild sparare själv skall söka upp och kreditvärdera en eller flera presumtiva låntagare, lånar banken in pengarna och lånar sen ut dessa pengar, tillsammans med pengar som influtit från en mängd andra insättare, på ett sådant sätt att man dels gör en riskbedömning av den enskilda låntagaren på ett sannolikt mer kompetent sätt än kunden själv skulle kunna göra, dels lånar ut till olika låntagare på ett sätt som innebär att man sprider eller diversifierar riskerna. Ett visst kalkylerat mått av kreditförluster kan därför hanteras utan att hota bankens fortlevnad eller insättarnas medel. Det på senare år starkt ökade sparandet i olika värdepappersfonder som alternativ till att själv köpa aktier och bygga upp en egen portfölj bygger också i grunden på samma filosofi – riskerna kan enklare spridas inom en fond. Detsamma kan sägas om den riskhantering som försäkringsbolagen bedriver.
De typer av risk som man kan bli av med genom diversifiering är sådana som är oberoende av varandra; tanken är att om låntagaren A går i konkurs och inte kan betala tillbaka sitt lån, ökar för den skull inte sannolikheten för att låntagaren B gör detsamma. Om försäkringstagaren X får sin bil stulen påverkas heller inte risken att försäkringstagaren Y skall råka ut för samma sak. Vissa risker kan dock inte elimineras på det sättet; en bank som enbart lånat ut till ett i och för sig stort antal svenska företag, är inte hjälpt av en sådan diversifiering om de svenska företagen över hela linjen drabbas av något som undergräver deras konkurrenskraft och kreditvärdighet. Om banken däremot har en internationell spridning på sina låneengagemang kan dock en sådan ”Sverige-risk” reduceras genom diversifiering. Den pågående finansiella globaliseringen kan visserligen kan ge upphov till risker, den innebär också möjligheter att reducera risker.

### Riskomfördelning
Risker som man av olika skäl inte kan bli av med genom diversifiering kan däremot omfördelas och därmed göras hanterbara. Den omfördelningen sker genom handel med risker, där utgångspunkten är att olika aktörer har olika vilja och olika möjligheter att ta på sig mer eller mindre risk; det kan gälla risknivån generellt eller vissa specifika risker – exempelvis kan ett skogsindustriföretag vilja avyttra sin valutarisk, eftersom man torde ha sin främsta kompetens i att tillverka och sälja papper och massa snarare än att uppträda som aktör på valutamarknaden.
Handel med risk sker framför allt i de olika s.k. derivatinstrument som handlas på derivatmarknaderna. Derivat är kontrakt vars värde baseras på prisutvecklingen av en underliggande tillgång, exempelvis något slag av värdepapper. Den enklaste formen av derivat är ett s.k. terminskontrakt; exempelvis utsätter sig ett företag som sålt en vara till USA och får betalt i dollar om tre månader för en valutarisk eftersom dollarkursen kan gå ner under dessa tre månader. Företaget kan då sälja sina dollar ”på termin” redan idag och då få en bestämd kurs för sina inkommande dollar när de ska växlas in. Ett annat alternativ är att företaget köper ett optionskontrakt. Då har företagen möjligheten att sälja till ett på förhand fastställd kurs, men har rätt av avstå från detta om kursutvecklingen går åt det positiva hållet, sett ur företagets synpunkt.
En annan form av riskomfördelning är återförsäkring som utnyttjas av försäkringsbolagen och innebär förenklat uttryckt att försäkringsbolaget i sin tur försäkrar sig hos ett annat försäkringsbolag mot risken för alltför stora skadekostnader. Man kan utgå från att alla aktörer i ekonomin är riskundvikande i så måtto att man beredd att betala för att minska sin risk. Exempelvis kan man placera sitt sparande på ett sätt som gör att man får en lägre, men säkrare, avkastning än vad man skulle kunna få om man var mer chanstagande och valde en högre risknivå. Om finansiella risker inte kunde diversifieras eller omfördelas genom handel skulle ett antal riskfyllda men högavkastande affärs- eller investeringsprojekt inte kunna förverkligas. Exempel på sådant är utveckling och marknadsföring av ny teknik och nya produkter och nyföretagande överhuvudtaget. Samtidigt är det uppenbart nödvändigt för ekonomins långsiktiga utveckling att sådana satsningar kan genomföras. På det sättet bidrar alltså finanssektorn även i sin riskhanteringsfunktion till utvecklingen i den reala ekonomin.

## Matematisk definition
Kumulativ utsiktsteori (en. Cumulative prospect theory (CPT)) av Tversky och Kahneman beskriver risk som 
{\displaystyle U(p):=\int _{-\infty }^{0}v(x){\frac {d}{dx}}(w(F(x)))\,dx+\int _{0}^{+\infty }v(x){\frac {d}{dx}}(-w(1-F(x)))\,dx,}
För att undslippa vissa typer av stokastisk dominans (att vissa val, felaktigt ofta, ses som korrekta). Matematisk statistik sysslar bland annat med att bedöma utfall . Modern portföljteori försöker använda diversifiering, att ha flera tillgångsslag och olika typer av tillgångar, för att minimera risker. Detta är bara delvis möjligt och riskerar dessutom att minska överblicken över de olika tillgångarna. Value at Risk är ett begrepp som beskriver storleken på ett riskerat beloppet hos en investering, eftersom det riskerade beloppet kan vara både större eller mindre än det insatta beloppet. Residualrisk (fr. Risque d'Audit) är risken att ett fel har befunnits i en räkenskap.